# Skjaldbreiður
De Skjaldbreiður is een schildvulkaan op IJsland.

De Skjaldbreiður werd gevormd tijdens een enorme uitbarsting zo'n 9000 jaar geleden. De enorme hoeveelheid lava die bij deze uitbarsting vrij kwam, vormde het huidige lavaveld bij Þingvellir, en damde het gebied af waardoor het Þingvallavatn-meer kon ontstaan. 
Erosie en tektonische bewegingen vormden nadien vele kloven, barsten en verzakkingen in het landschap waarvan de bekendste de Almannagjá kloof is. De diameter van de krater van de Skjaldbreiður is ongeveer 300 meter.